# Classe Sleipner
La classe Sleipner era composta da sei cacciatorpediniere della Reale Marina Norvegese costruite a cavallo della seconda guerra mondiale.

## Costruzione
Sebbene definiti dei cacciatorpediniere, le unità stazzavano sole 735 tonnellate, tanto che i tedeschi classificarono le unità catturate come torpediniere. Il loro armamento variava da due cannoni da 100 mm per la capoclasse, a tre cannoni da 100 mm ed un assortimento di tubi lanciasiluri e mitragliere da 20mm.

## Servizio
La capoclasse Sleipner riuscì a fuggire durante l'invasione tedesca della Norvegia, combatté per tutto il conflitto e rimase in servizio fino al 1959. la Æger venne bombardata ed affondata il 9 aprile 1940 con perdita di parte degli uomini dell'equipaggio. Delle unità catturate ai norvegesi le più moderne erano i 4 cacciatorpediniere della classe catturati a Kristiansand nel 1940 ed immesse in servizio come Torpedoboote Ausland. Di queste, Balder e Tor catturati mentre erano in costruzione vennero ultimati dai tedeschi e rinominati rispettivamente Leopard e Tiger e vennero restituiti alla Norvegia nel 1949. Il Balder venne demolito nel 1952, il Tor nel 1959. Gyller e Odin ribattezzati rispettivamente Löwe e Panther ritornarono alla Norvegia immediatamente dopo la fine della guerra e riclassificati fregate rimasero in servizio fino al 1959. Nel 1945 il Löwe era una delle navi della scorta alla Wilhelm Gustloff nel suo ultimo viaggio. La Wilhelm Gustloff venne silurata affondando con una grande perdita di vite umane. Durante l'affondamento il Löwe mise in salvo 472 naufraghi tra passeggeri e componenti dell'equipaggio.